# Pabellón de La Rioja en la Expo 2008 Zaragoza
El Pabellón de La Rioja en la Expo Zaragoza 2008 es el espacio dedicado a la comunidad autónoma de La Rioja en la Exposición internacional reconocida de Zaragoza 2008, dedicada de forma monográfica al agua.

## Contenido
El área expositiva de La Rioja está situada dentro de la zona denominada Ríos, en el pabellón de comunidades autónomas, empresas e instituciones.
El pabellón está estructurado siguiendo el curso del río Ebro. Un recorrido por unos paneles que simulan este río constituye la mayor parte de la exposición regional. En la salida existe una exposición de vinos y una tienda.

## Día de honor
El Día de La Rioja se celebrará el 5 de septiembre de 2008, junto al de la Unión Europea y Honduras. 
Por otra parte, el Día de Logroño, su capital, se celebró el 21 de junio de 2008, con la asistencia del alcalde de la ciudad, D. Tomás Santos.
- Datos: Q6055679